# Ching-Yun Hu
Ching-Yun Hu (in Taipei; auch Charlotte Hu) ist eine taiwanische Pianistin, die in den USA lebt.

## Leben
Ching-Yun Hu ging im Alter von 14 Jahren in die USA, um dort ihr Studium an der Juilliard School in New York bei Herbert Stessin, Oxana Yablonskaya, Joseph Kalichstein und Seymour Lipkin fortzusetzen. Anregungen für ihre musikalische Weiterentwicklung holte sich die Pianistin u. a. bei Richard Goode, Murray Perahia und Sergei Babayan. Sie arbeitet derzeit in der Soloklasse mit Karl-Heinz Kämmerling an der Hochschule für Musik und Theater in Hannover.

## Auftritte
Ching-Yun Hu ist bereits auf allen fünf Kontinenten aufgetreten, darunter in der Wigmore Hall in London, in der Alice Tully Hall in New York, im Opernhaus in Tel Aviv, in der Gulbenkian Foundation in Lissabon, im Großen Saal der Franz Liszt Akademie in Budapest, in der National Concert Hall in Taipei, im Kennedy Center in Washington, im Concertgebouw in Amsterdam, beim Klavierfestival Ruhr, im Herkulessaal in München, im Salle Cortot in Paris, beim Aspen Music Festival, beim Chopin International Festival in Polen und beim Maputo International Music Festival in Mosambik, und hat mit namhaften Orchestern zusammengespielt, darunter dem National Symphony Orchestra of Taiwan, dem Taipei Philharmonic Orchestra, dem Evergreen Symphony Orchestra, dem National Taiwan Symphony Orchestra, dem Israel Symphony Orchestra, dem Maidstone Symphony Orchestra, dem Philadelphia Orchestra, dem Aspen Concert Orchestra, der New York Sinfonietta, dem Mississippi Symphony Orchestra und dem World Festival Orchestra.

## Auszeichnungen
Ching-Yun Hu kann auf etliche internationale Wettbewerbserfolge zurückblicken, darunter:
- 2009: Concert Artists Guild International Competition, New York, USA (Gewinnerin)
- 2009: Hattori Foundation, London, Großbritannien (Gewinnerin)
- 2009: Solti Foundation, Waterloo, Belgien (Gewinnerin)
- 2008: Taiwan National Cultural Ministry, Taipei, Taiwan (Ehrenpreis)
- 2008: Rubinstein International Piano Master Competition, Tel Aviv, Israel (Silbermedaille - eine Goldmedaille wurde nicht vergeben - sowie der Publikumspreis)[1]
- 2007: Louisiana International Piano Competition, Alexandria, Louisiana, USA (Preisträgerin)
- 2007: Scottish International Piano Competition, Glasgow, Schottland (The John Menzies Prize)
- 2007: World Piano Competition, Cincinnati, Ohio, USA (Goldmedaille und Gewinnerin)
- 2007: Cleveland Institute of Music, Cleveland, Ohio, USA (Ehrenurkunde)
- 2006: Olga Koussetvitsky International Piano Competition, New York, USA (Gewinnerin)
- 2006: Nena Wideman International Piano Competition, Louisiana, USA (Bronzemedaille)
- 2006: Haverhill Sinfonia Soloist Competition, Großbritannien (Preisträgerin)
- 2005: Seiler International Piano Competition - Artist Division, New York, USA (Gewinnerin)
- 2003: California International Piano Competition, Kalifornien, USA (Gewinnerin und Goldmedaille)
- 2003: Kosciusko Foundation Chopin Competition, New York, USA (Preisträgerin)
- 2002: National Cultural & Educational Committees, Taiwan (Stipendium)
- 2001: Puigcerda International Piano Competition, Spanien (Gewinnerin)
- 2001: National Cultural Committee & Chiang Kai-Shek Concert Halls, Taiwan (Rising Star Award)
- 1999: Chi-Mei Music & Art Foundation, Taiwan (Young Artist Award)
- 1999: Chopin International Piano Competition of Taipei, Taiwan (Silbermedaille)
- 1998: Taipei International Piano Competition, Taipei, Taiwan (Silbermedaille)